# Peter Gould (producteur)
Pour les articles homonymes, voir Peter Gould et Gould.
Peter Gould, né à New York aux États-Unis, est un producteur de télévision et de cinéma, scénariste et réalisateur américain. 
Il a notamment travaillé sur les cinq saisons de la série télévisée dramatique Breaking Bad qui était diffusée sur la chaîne de télévision AMC entre 2008 et 2013. Il avait été nommé pour quatre prix de Writers Guild of America (WGA) pour son travail sur la série.

## Biographie
En 1982, Peter Gould est diplômé du Sarah Lawrence College avec un baccalauréat ès arts en anglais. 
En 2008, il rejoint l'équipe de scénaristes pour la première saison de Breaking Bad en tant que chef scénariste de la série. Il écrit l'épisode 7 de la première saison, intitulé Le Fruit défendu (VO : A No-Rough Stuff-Type Deal).
En février 2009, l'équipe de scénaristes de la première saison de Breaking Bad est nommée aux Writers Guild of America Awards (WGA) dans la catégorie de « meilleure nouvelle série » lors de la 61e cérémonie de la WGA en février 2009,.
Entre 2014 et 2022, il écrit et coproduit avec Vince Gilligan la série dérivée Better Call Saul. Il s'agit de la préquelle de la série Breaking Bad.

## Filmographie

### Producteur

#### Télévision
- 2008 : Breaking Bad - Saison 1 (chef scénariste)
- 2009 : Breaking Bad - Saison 2 (chef scénariste exécutif)
- 2010 : Breaking Bad - Saison 3 (producteur)
- 2011 : Breaking Bad - Saison 4 (producteur supervisant)
- 2012 - 2013 : Breaking Bad - Saison 5 (coproducteur exécutif)
- 2014 - 2022 : Better Call Saul (coproducteur exécutif)

#### Cinéma
- 2011  : Too Big to Fail : Débâcle à Wall Street (Too Big to Fail) avec Curtis Hanson

### Scénariste

#### Télévision
- 2008 : Breaking Bad - Saison 1, épisode 7
- 2009 : Breaking Bad - Saison 2, épisodes : 3, 8
- 2010 : Breaking Bad - Saison 3 épisodes : 2, 9, 10
- 2011 : Breaking Bad - Saison 4 épisodes : 7, 10
- 2012 - 2013 : Breaking Bad - Saison 5 épisodes : 3, 9, 15

#### Cinéma
- 1994 : Double Dragon de James Yukich
- 2000 : Meeting Daddy
- 2011 : Too Big to Fail : Débâcle à Wall Street (Too Big to Fail) de Curtis Hanson

### Réalisateur

#### Télévision
- 2011 : Breaking Bad - saison 4, épisode 7 : Problem Dog (en)
- 2013 : Breaking Bad - saison 5, épisode 15 : Granite State (en)

Better Call Saul saison 5, épisode 10

#### Cinéma
- 2000 : Meeting Daddy